# Trawosz poziomkowy
Trawosz poziomkowy (Sciaphilus asperatus) – gatunek chrząszcza z rodziny ryjkowcowatych (Curculionidae). 

## Opis
Imago długie na 4,5-6 mm. Pokrywy wyraźnie pokryte krótkimi szczecinkami, zazwyczaj jasnobrązowe z ciemnymi przebarwieniami. Przedplecze o lekko zaokrąglonych bocznych krawędziach. Ryjek bardzo krótki, szeroki i o czarnym ubarwieniu. Czułki i stopy czerwonawobrązowe.

## Biologia
Zamieszkuje tereny wilgotne i zacienione. Obecny w lasach liściastych, parkach, ogrodach, na mokrych łąkach czy brzegach cieków wodnych. Polifag. Imagines żywią się liśćmi poziomek, jeżyn, malin. Stwierdzono także żerowanie na komonicy błotnej (Lotus uliginosus), ostrożeniu warzywnym (Cirsium oleraceum) czy chabrze łąkowym (Centaurea jacea). Postacie dorosłe obserwowane od połowy kwietnia do października. Jedno pokolenie w sezonie. Samice partenogenetyczne, składają jaja w okresie od maja do lipca. Larwy przechodzą rozwój w glebie, żerując na korzeniach rośliny żywicielskiej. Do przepoczwarzenia dochodzi latem, od czerwca do sierpnia. Najczęściej zimuje imago.

## Występowanie
Gatunek rozpowszechniony w prawie całej Europie, z wyjątkiem basenu Morza Śródziemnego oraz wysuniętych najdalej na północ obszarów Fennoskandii. Zawleczony do Ameryki Północnej pod koniec XIX wieku, obecnie skupiony głównie na północnym wschodzie kontynentu.
W Polsce pospolity i szeroko rozpowszechniony. Występuje w całym kraju.